# خواهرزن‌ستانی
در اصطلاح مردم‌شناسی، ازدواج مردی که همسرش درگذشته یا نابارور است با خواهر همسر خود را خواهرزن‌ستانی، خواهرزن‌گزینی یا ازدواج سورورات (به انگلیسی: Sororate marriage) می‌نامند.
واژهٔ سورورات از واژهٔ لاتین soror به معنی خواهر گرفته شده‌است.
رسم مشابه دیگر که در برخی جوامع وجود دارد زن‌برادرستانی (لویرات) است که بر پایهٔ آن زنی که شوهرش درگذشته با برادر شوهر خود ازدواج می‌کند.
دو رسم خواهرزن‌ستانی و زن‌برادرستانی نشان می‌دهد که ازدواج در جوامع سنتی، به منزلهٔ قراردادهای سنگین عرفی و شرعی و اجتماعی است، که بر اساس انتخاب دو گروه و دو طایفه و دو قبیله صورت می‌گیرد؛ نه بر اساس انتخاب آزاد دو نفر.
رسم خون‌بس در طوایف به نوعی به لویرات و سورورات بازمی‌گردد.